# Grewia carpinifolia
Grewia carpinifolia är en malvaväxtart som beskrevs av Antoine Laurent de Jussieu. Grewia carpinifolia ingår i släktet Grewia och familjen malvaväxter.

## Underarter
Arten delas in i följande underarter:
- G. c. hierniana
- G. c. rowlandii